# Temporada 1993 del Campeonato Mundial de Superbikes
La Temporada 1993 del Campeonato Mundial de Superbikes fue la sexta temporada del Campeonato Mundial de Superbikes, que empezó el 9 de abril en Brands Hatch y terminó el 7 de noviembre en México, que fue cancelada el sábado por problemas de seguridad en la pista.
Scott Russell fue el campeón después de cinco victorias mientras que Ducati se adjudicó la general de escuderías.

## Calendario y resultados
| Ronda | Ronda | Gran Premio     | Circuito       | Fecha            | Superpole         | Vuelta Rápida     | Piloto Ganador    | Equipo Ganador            |
| ----- | ----- | --------------- | -------------- | ---------------- | ----------------- | ----------------- | ----------------- | ------------------------- |
| 1     | R1    | Irlanda         | Brands Hatch   | 9 de abril       | Scott Russell     | Giancarlo Falappa | Giancarlo Falappa | Team Raymond Roche Ducati |
| 1     | R2    | Irlanda         | Brands Hatch   | 9 de abril       | Scott Russell     | Giancarlo Falappa | Giancarlo Falappa | Team Raymond Roche Ducati |
| 2     | R1    | Alemania        | Hockenheim     | 9 de mayo        | Scott Russell     | Giancarlo Falappa | Giancarlo Falappa | Team Raymond Roche Ducati |
| 2     | R2    | Alemania        | Hockenheim     | 9 de mayo        | Scott Russell     | Aaron Slight      | Scott Russell     | Team Kawasaki Muzzy       |
| 3     | R1    | España          | Albacete       | 29 de mayo       | Aaron Slight      | Aaron Slight      | Carl Fogarty      | Team Raymond Roche Ducati |
| 3     | R2    | España          | Albacete       | 29 de mayo       | Aaron Slight      | Carl Fogarty      | Carl Fogarty      | Team Raymond Roche Ducati |
| 4     | R1    | San Marino      | Misano         | 27 de junio      | Giancarlo Falappa | Giancarlo Falappa | Giancarlo Falappa | Team Raymond Roche Ducati |
| 4     | R2    | San Marino      | Misano         | 27 de junio      | Giancarlo Falappa | Giancarlo Falappa | Giancarlo Falappa | Team Raymond Roche Ducati |
| 5     | R1    | Austria         | Österreichring | 11 de julio      | Scott Russell     | Andreas Meklau    | Andreas Meklau    | Team Ducati Schnyder      |
| 5     | R2    | Austria         | Österreichring | 11 de julio      | Scott Russell     | Giancarlo Falappa | Giancarlo Falappa | Team Raymond Roche Ducati |
| 6     | R1    | República Checa | Brno           | 18 de julio      | Carl Fogarty      | Carl Fogarty      | Carl Fogarty      | Team Raymond Roche Ducati |
| 6     | R2    | República Checa | Brno           | 18 de julio      | Carl Fogarty      | Carl Fogarty      | Scott Russell     | Team Kawasaki Muzzy       |
| 7     | R1    | Suecia          | Anderstorp     | 8 de agosto      | Carl Fogarty      | Carl Fogarty      | Carl Fogarty      | Team Raymond Roche Ducati |
| 7     | R2    | Suecia          | Anderstorp     | 8 de agosto      | Carl Fogarty      | Carl Fogarty      | Carl Fogarty      | Team Raymond Roche Ducati |
| 8     | R1    | Malasia         | Johor          | 22 de agosto     | Carl Fogarty      | Carl Fogarty      | Carl Fogarty      | Team Raymond Roche Ducati |
| 8     | R2    | Malasia         | Johor          | 22 de agosto     | Carl Fogarty      | Scott Russell     | Carl Fogarty      | Team Raymond Roche Ducati |
| 9     | R1    | Japón           | Sugo           | 28 de agosto     | Carl Fogarty      | Keiichi Kitagawa  | Carl Fogarty      | Team Raymond Roche Ducati |
| 9     | R2    | Japón           | Sugo           | 28 de agosto     | Carl Fogarty      | Carl Fogarty      | Scott Russell     | Team Kawasaki Muzzy       |
| 10    | R1    | Países Bajos    | Assen          | 12 de septiembre | Carl Fogarty      | Scott Russell     | Carl Fogarty      | Team Raymond Roche Ducati |
| 10    | R2    | Países Bajos    | Assen          | 12 de septiembre | Carl Fogarty      | Carl Fogarty      | Carl Fogarty      | Team Raymond Roche Ducati |
| 11    | R1    | Italia          | Monza          | 26 de septiembre | \| Scott Russell  | Giancarlo Falappa | Aaron Slight      | Team Kawasaki Muzzy       |
| 11    | R2    | Italia          | Monza          | 26 de septiembre | \| Scott Russell  | Fabrizio Pirovano | Giancarlo Falappa | Team Raymond Roche Ducati |
| 12    | R1    | Gran Bretaña    | Donington      | 3 de octubre     | Carl Fogarty      | Carl Fogarty      | Scott Russell     | Team Kawasaki Muzzy       |
| 12    | R2    | Gran Bretaña    | Donington      | 3 de octubre     | Carl Fogarty      | Scott Russell     | Scott Russell     | Team Kawasaki Muzzy       |
| 13    | R1    | Portugal        | Estoril        | 17 de octubre    | Aaron Slight      | Simon Crafar      | Fabrizio Pirovano | Team Yamaha BYRD          |
| 13    | R2    | Portugal        | Estoril        | 17 de octubre    | Aaron Slight      | Carl Fogarty      | Carl Fogarty      | Team Raymond Roche Ducati |